# Cesare Geronzi
Cesare Geronzi, né le 15 février 1935 à Marino, est un banquier italien. Il fut président de Mediobanca et des assurances Generali.

## Biographie
Cesare Geronzi fait ses débuts à la Banca d'Italia en 1960. Après 20 ans d'activité, il rejoint la Banco di Napoli. En octobre 1982, il est nommé directeur général de la caisse d'épargne Cassa di Risparmio di Roma. Dans les années 1990, il est président de Banca di Roma.
En 2003, en tant que président de la banque Capitalia, il se retrouve au centre de l'affaire Cirio, suspecté de banqueroute frauduleuse et escroquerie.
En 2007, il est nommé président de Mediobanca.
En avril 2010, il est nommé président de la compagnie d'assurance Generali en succession d'Antoine Bernheim et pour un mandat de trois ans. Selon Bernheim, Cesare Geronzi ne voulait pas de ce poste. À la tête de Generali, il souhaite rediriger les investissements du groupe vers le secteur bancaire. Face à un conseil d'administration qui ne lui est pas favorable, dont Diego Della Valle, il démissionne le 6 avril 2011 malgré le soutien de Vincent Bolloré et prend la présidence de la fondation de l'entreprise. Il est remplacé à la tête de Generali par Giovanni Perissinotto, qui sera lui aussi révoqué un an plus tard.
En décembre 2011, Cesare Geronzi est condamné à 5 ans de prison pour faillite frauduleuse dans l'affaire Parmalat. En juin 2013, la cour d'appel de Bologne confirme cette peine, même si, en raison de ses 78 ans, Cesare Geronzi ne devra pas purger sa peine en prison. En décembre 2014, la cour de cassation a rejeté les peines de prison prononcées par la cour d'appel de Bologne et ordonne un nouveau procès.

## Vie privée
Cesare Geronzi est marié avec Giuliana Iozzi, avec qui il a deux filles, Benedetta et Chiara. Il est grand-père de quatre petits-enfants.